# Rudula
Rudula je nenaseljeni otok u Jadranskom moru, zapadno od Maslinice na otoku Šolti. Nalazi se između otoka Stipanska i Balkun, od kojeg je udaljena oko 700 m.
Površina otočića je 0,0629 km². Dužina obalnog pojasa je 1,002 km. Najviši vrh je visok 17 m.